# Nebună de legat
Nebună de legat (titlul original: în franceză Folle à tuer) este un film polițist de coproducție franco-italiană, realizat în 1975 de regizorul Yves Boisset, după romanul Ô dingos, ô châteaux! de Jean-Patrick Manchette, protagoniști fiind actorii Marlène Jobert, Tomás Milián, Thomas Waintrop, Michel Peyrelon.

## Rezumat
Julie, o tânără tocmai ieșită dintr-o clinică de psihiatrie, este angajată ca guvernantă a lui Thomas, nepotul unui bogat industriaș. Un răufăcător o răpește pe ea și pe copil în timp ce erau la plimbare. Ucigașul o obligă să scrie o scrisoare recunoscându-se drept vinovată, înainte de a-i ucide. Dar ea reușește să-i învingă vigilența și fuge cu copilul...

## Distribuție
- Marlène Jobert – Julie Bellanger
- Tomás Milián – Thompson
- Thomas Waintrop – Thomas Mostri
- Michel Peyrelon – Walter
- Michael Lonsdale – Stéphane Mostri
- Jean Bouise – Dr. Rosenfeld
- Victor Lanoux – Georges
- Jean Bouchaud – comisarul Melun
- Henri Poirier – automobilistul